# Thạch Cương

Vị trí tại Thạch Cương

Thạch Cương (tiếng Trung: 石岡區; bính âm: Shígāng Qū) là một khu (quận) của thành phố Đài Trung, Trung Hoa Dân Quốc (Đài Loan). Đây là một quận nông thôn và có nghề trồng cây ăn quả. Thạch Cương có diện tích 18,2105 km², dân số tháng 8 năm 2011 là 15.834 người trong 4.863 hộ gia đình; mật độ cư trú là 869,5 người/km².